# Glashütte (Stetten am kalten Markt)
Glashütte ist ein Teilort der Gemeinde Stetten am kalten Markt im Landkreis Sigmaringen in Baden-Württemberg (Deutschland).

## Geographie

### Geographische Lage
Das Kirchdorf Glashütte liegt auf dem Großen Heuberg rund 3,7 Kilometer südwestlich des Zentrums von Stetten am kalten Markt. Der Ort gehört zum Naturpark Obere Donau.

### Ausdehnung des Gebiets
Die Gesamtfläche der Gemarkung Glashütte beträgt 846 Hektar (Stand: 30. Juni 2014).

### Ortsteile
Zu Glashütte gehören die Dörfer Oberglashütte und Unterglashütte.

## Geschichte
Glashütte ist als Filialkirche der Pfarrei St. Mauritius nie selbständig, sondern war zunächst immer an die Geschichte der Pfarrei St. Mauritius gebunden, bis eine politische Eigenständigkeit erreicht worden ist. Der Name ist die Bezeichnung für den Standort einer Glashütte, wobei es eine „alte“, die untere Glashütte, und eine „neue“, die obere Glashütte gab, um deren Standort die beiden Siedlungen entstanden sind.
Namentlich wurde Glashütte erstmals im Jahr 1469 urkundlich erwähnt. Eberhard von Hausen stellte für seine Frau Martha, geborene von Suntheim, einen Übergabebrief aus, in dem Glashütte genannt wurde. Ein Testament des Veit Georg von und zu Hausen, das in das Jahr 1566 datiert, legt fest, dass jeder Hüttenmeister in der neuen Glashütte beide Schlösser mit Glaswaren versorgen muss. 1585 wurde erstmals im Pfarrurbar der Pfarrei St. Mauritius in Stetten am kalten Markt von „Weilern der alten und der neuen Glashütte“ geschrieben.
Unter- und Oberglashütte gehörten zur Herrschaft Hausen. Mit dessen Aufhebung wurden die Orte Teil von Baden. Ab 1826 gehörten sie zum badischen Bezirksamt Stetten am kalten Markt, das 1849 in das Bezirksamt Meßkirch überging.
Die „Steighöfe“, eine Siedlung, die zu Neidingen gehörte, wurde 1932 politisch Glashütte zugeteilt. Der Amtsbezirk Meßkirch wurde 1936 im Zuge einer von den Nationalsozialisten verfügten Verwaltungsreform aufgelöst dem Landkreis Stockach angegliedert.
Im Zuge der Kreisreform 1973 wurde der Landkreis Stockach aufgelöst und die Gemeinde Glashütte (Baden) mit Wirkung vom 1. Januar 1973 dem Landkreis Sigmaringen zugeteilt. Bei der Gemeindereform wurde die bis dahin selbstständige Gemeinde Glashütte (Baden) am 1. Januar 1975 nach Stetten am kalten Markt eingemeindet.

### Einwohnerentwicklung
In Glashütte leben 350 Einwohner (Stand: 30. Juni 2014).
| Jahr | Einwohner |
| ---- | --------- |
| 1961 | 359       |
| 1970 | 393       |
| 2010 | 347       |
| 2011 | 343       |
| 2014 | 350       |

## Politik

### Ortsvorsteher
Ortsvorsteherin ist Alexandra Beer (Stand 2014).

### Wappen
Das Wappen der ehemaligen Gemeinde Glashütte zeigt in gespaltenem Schild vorne in Gold ein rotes Glas, hinten in Rot ein goldener Abtsstab mit Velum.

## Kultur und Sehenswürdigkeiten

### Bauwerke
- In Unterglashütte befindet sich die ältere St.-Judas-Thaddäus-Kapelle.[A 1] Sie wurde 1894 erweitert und neu aufgebaut. Am 29. November 1894 erfolgte die Einweihung. Die Kapelle ist Kirchenbesitz.
- In Oberglashütte befindet sich die St.-Eligius-Kapelle. Sie wurde Mitte des 19. Jahrhunderts zu Ehren des Heiligen Eligius errichtet, ist jedoch im Besitz der politischen Gemeinde.